# بوشيني فليبيني
بوشيني فليبيني (الاسم العلمي: Puccinia philippinensis) هو نوع من الفطريات يتبع جنس البوشيني من فصيلة البوشينية.